# Francesco lacquaniti
Francesco Lacquaniti (24 de diciembre de 1952) es un neurólogo y neurocientífico italiano. Recibió su educación médica y completó su residencia de Neurología en la Universidad de Turín. Actualmente es Profesor de Fisiología en la Universidad de Roma Tor Vergata el director del Centro de Biomedicina Espacial de la Universidad de Roma Tor Vergata y el director del Laboratorio de Fisiología Neuromotora de la Fundación Santa Lucía IRCCS en Roma.

## Biografía
Entre 1979 y 1986 ha sido miembro visitante y profesor visitante en el Departamento de Fisiología de la Facultad de Medicina de la Universidad de Minnesota. Ha sido Miembro Visitante en LPPA, Centro Nacional para la Investigación Científica en París (Francia), Ricercatore y Director Interino en el Instituto de Centros Neuronales del Consejo Nacional de Investigación de Italia en Milán, Profesor de Fisiología, Director del Instituto de Fisiología y Director de las Escuelas especializadas en Medicina deportiva y Ciencias de la Alimentación de la Universidad de Cagliari.
En 2000 ocupó una Cátedra de Profesor invitado en el Collège de France en París.

## Contribuciones científicas
Su investigación se centra en las leyes del control de la motilidad en humanos y otros animales (incluyendo la Ley potencial de dos tercios), su desarrollo de la locomoción en niños y alteración después de lesiones neurológicas. También estudió la representación neuronal de la información espacial en el cerebro (Áreas de Brodmann), la representación neuronal de los efectos de la gravedad de la Tierra en el cuerpo, y cómo el cerebro se adapta a la ingravidez.
El New Scientist  cubrió su descubrimiento sobre la codificación de un modelo mental de efectos de la gravedad en el cerebro humano. Este descubrimiento también se discute en Incógnito: Las vidas secretas del cerebro, un libro superventas del New York Times de David Eagleman, así como en otros libros. Varios medios cubrieron su trabajo sobre la presencia de primitivos locomotores en neonatos de humanos y otras especies animales. El trabajo sobre sinergias musculares en adultos y neonatos se discute extensamente en varios libros.  Ha publicado varios artículos ampliamente citados  y coeditado un libro.

## Premios y distinciones
Por su trabajo, recibió el Premio Internacional Herlitzka de Fisiología, fue elegido para el Consejo Universitario Nacional,  fue elegido para la Academia Europæa  y recibió un Grado Honorario en Neurociencias de la Universidad Católica de Lovaina

## Publicaciones destacadas
- McIntyre J, Zago M, Berthoz A, Lacquaniti F. (2001) Does the brain model Newton's laws? Nat Neurosci. Jul;4(7):693-4. doi: 10.1038/89477
- Indovina, I. et al. (2005) Representation of visual gravitational motion in the human vestibular cortex. Science. Apr 15;308(5720):416-9. doi: 10.1126/science.1107961
- Dominici, N. et al. (2011) Locomotor primitives in newborn babies and their development. Science. Nov 18;334(6058):997-9. doi: 10.1126/science.1210617.
- Lacquaniti F, Ivanenko YP, Zago M. (2012) Development of human locomotion. Curr Opin Neurobiol. Oct;22(5):822-8. doi: 10.1016/j.conb.2012.03.012.
- Sylos-Labini, F. et al. (2020) Distinct locomotor precursors in newborn babies. Proc Natl Acad Sci USA. 2020 Apr 28;117(17):9604-9612. doi: 10.1073/pnas.1920984117